# IFK Vänersborg
IFK Vänersborg är en idrottsförening från Vänersborg i Sverige, mest berömd för sina framgångar i bandy på herrsidan men även inom rugby. Sedan 2009 är Arena Vänersborg IFK Vänersborgs hemmaplan.

## Historik
Den 9 mars 1903 utlyste några läroverkselever vid Högre allmänna läroverket i Vänersborg ett möte med avsikt att bilda en förening: Idrottsföreningen Kamraterna. Så blev också mötets beslut. Idén och beskrivningarna till föreningsbildandet hade man fått via information ifrån Stockholm. Där tillkom 1895 den allra första IFK-föreningen i Sverige, och då på initiativ av läroverkseleven Louiz Zettersten. IFK Vänersborg blev den 24:e föreningen i Sverige. 
Verksamhet: Under de första åren bedrevs grenarna inomhusidrott, gymnastik,och till viss del så kallad allmän idrott, det vill säga friidrott.
Inledningsvis kunde enbart läroverkselever bli medlemmar i föreningen. Sex år efter bildande gjorde man avkall på detta när Vänersborgs Idrottssällskap lades ner och 27 av VIS medlemmar gick över till IFK Vänersborg, som med det plötsligt hade 47 medlemmar. Till detta en omsättning som redovisades till 499 kronor för verksamhetsåret. Fram till 1921 hade all idrott administrerats av föreningens överstyrelse. Samma år uppdelades förvaltningen i sektioner. De olika förekommande grenarna fick därmed större rörelsefrihet och fler ledare bands till föreningen. Detta var lite om hur det började.
Under en tid var IFK Vänersborg bara det näst bästa bandylaget i Vänersborg. Bäst var Vänersborgs IF som vann flera DM och kvalade till allsvenskan ett par gånger, dock utan att lyckas. Men efter en sammanslagning mellan klubbarna delades verksamheten upp och IFK Vänersborg fick ta hand om bandyn medan Vänersborgs IF fick sköta fotbollen i Vänersborg.
Denna uppdelning bar frukt och 1975/1976 spelade IFK Vänersborg för första gången i allsvenskan. Det blev dock nedflyttning direkt och inte förrän säsongen 1982/1983 klarade man av att ta steget upp i högsta serien igen. Även denna gång blev det respass direkt med ett deprimerande facit: en vinst och 21 förluster på 22 matcher.

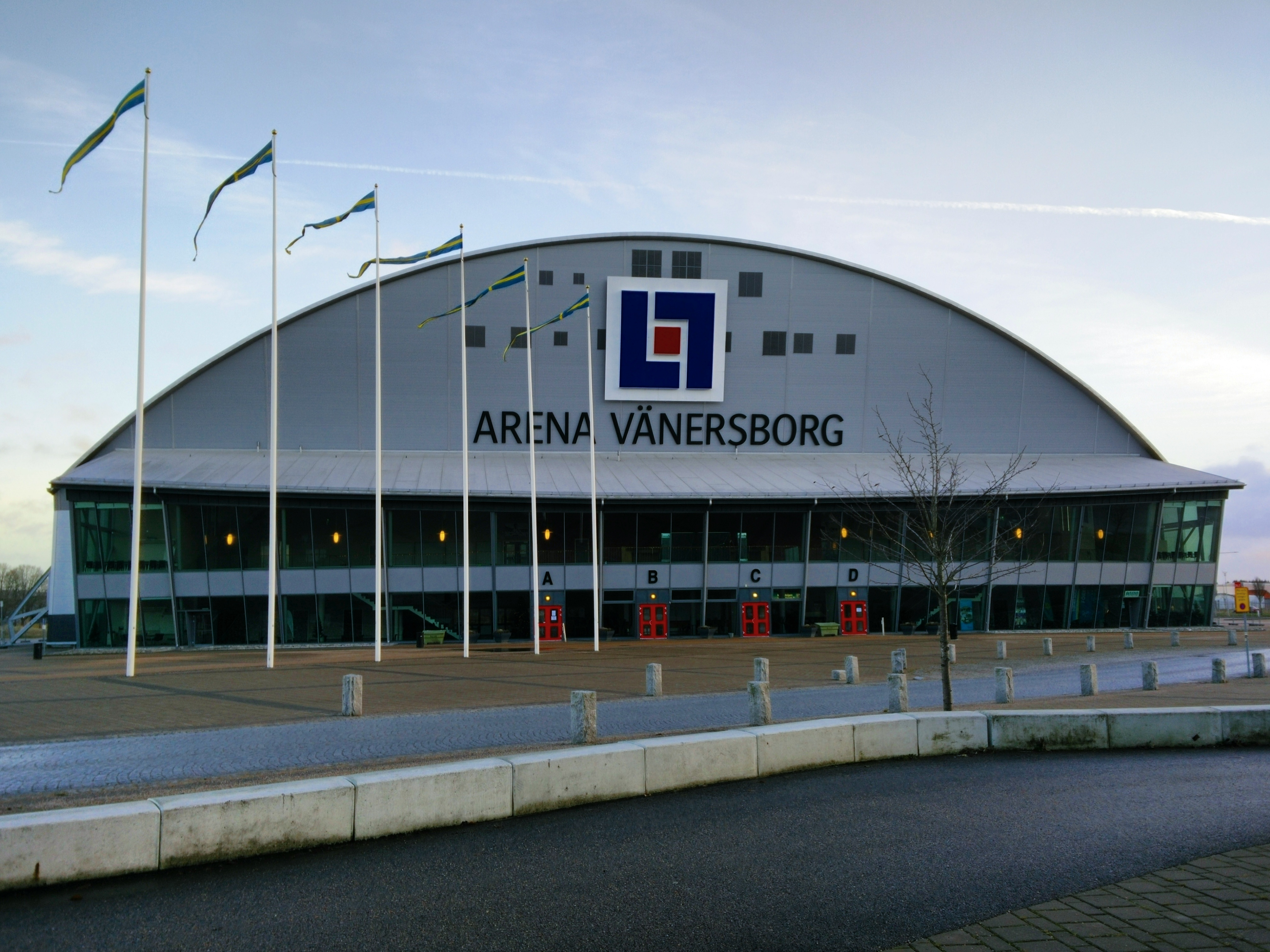
Arena Vänersborg, IFK Vänersborgs hemmaarena.

Säsongen 1985/1986 var man dock tillbaka i allsvenskan igen. Denna gången gick det bättre och man hängde kvar med god marginal. Sedan dess har IFK Vänersborg uteslutande spelat i den högsta serien och säsongen 2010/2011 blir klubbens 24:e raka säsong i Allsvenskan. I december 2006 meddelades det att Vänersborgs kommun lämnat klartecken för byggandet av en bandyhall som stod klar till säsongen 2009/2010. Arenan skall användas till bandy men också andra idrotter. Länsförsäkringar Älvsborg är huvudsponsor.
Ishockeyn hade sina glansperiod åren 1946–1950, man hade egen bana vid Dövstumskolan då publiksnittet låg på mellan 600 och 1 000, samt 1968–1977 efter att Vänersborgs Ishockeyklubb gick gått in i föreningen. 1977 bröt sig ishockeysektionen ut och bildade Vänersborgs HC. Efter 1968 tillkom även sektioner för konståkning och motionssektion. 1970 bildades en rugbysektion, som 1971, blev svenska seniormästare, och vann flera svenska ungdomsmästerskap. Rugbyn bröt sig senare dock ut och bildade Vänersborgs RK.
1996 bildades supporterklubben Älgarna.
I World Cup 2014 gick laget till final, och förlorade med 1–4 mot Västerås SK.

## Profiler genom åren

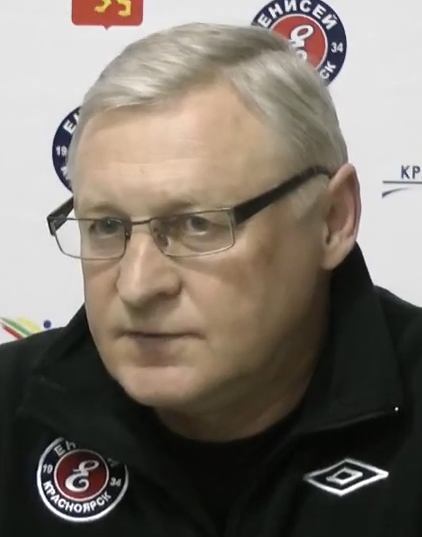
Andrej Pasjkin blev den första sovjetspelaren i Sverige, när han kom till IFK Vänersborg

- Tomas Lund – Tidiga 1980-talets stora IFK-hjälte
- Bengt Eriksson – Stor Grabb # 156
- Håkan Ohlsson – Stor Grabb # 157
- Tommy Nordenek – Stor Grabb # 165
- Pelle Fosshaug – Stor Grabb # 197
- Sami Laakonen – Finländsk landslagsstjärna och matchvinnare vid Finlands hittills enda VM-guld.
- Ari Holopainen – VM:s meste målgörare genom tiderna
- Valerij Gratjev – En av tidernas bästa bandyspelare och den som gjorde Sovjetunionens sista VM-mål
- Erik Nordbrenden – Norsk förbundskapten och Norges meste landslagsman
- Pavel Frants – Flerfaldig världsmästare med Ryssland och en gång med Sovjetunionen
- Martin Röing – Egen produkt, svensk landslagsman
- Pål Hanssen – Norsk skyttekung
- Anders Uhlin – Svensk landslagsman och SM-segrare
- Andrej Pasjkin – Förste ryssen i svensk bandy
- Misja Pasjkin – Andrejs son, har spelat i flera allsvenska klubbar och i Ryska Ligan.
- Peter Nilsson – målvakt
- Urban Byström – mittfältare under 1980-talet.
- Mats Fröberg – tidigare sportchef

### Fotnoter
1. ↑  ”Vänersborgs HC Historik”. Vänersborgs HC. https://www.svenskalag.se/vanersborgshc/sida/6832/historik. Läst 28 juli 2018.
2. ↑  Svante (12 oktober 2014). ”Finalförlust i World Cup”. IFK Vänersborg. http://ifkvanersborg.se/finalforlust-i-world-cup/. Läst 13 oktober 2014.
3. ↑  Anders Öhlin (12 oktober 2014). ”Grönvitt fixade titeln” (på svenska). Västmanlands läns tidning. https://www.vlt.se/2014-10-12/tv-gronvitt-fixade-titeln. Läst 9 oktober 2022.